# International Tax Compact
Der International Tax Compact (ITC) ist eine 2008 gegründete Initiative des Bundesministeriums für wirtschaftliche Zusammenarbeit und Entwicklung. Der ITC ist eine Dialog- und Aktionsplattform zur Unterstützung von Entwicklungs- und ausgewählten Schwellenländern bei der Reform ihrer Steuersysteme und bei der Eindämmung von Steuerhinterziehung und -vermeidung.
Der International Tax Compact verfolgt einen Mehrebenenansatz. 
Auf internationaler Ebene bietet der ITC Partnerländern unmittelbare technische Assistenz beim Aufbau ihrer Steuersysteme, auch in Fragen der grenzüberschreitenden Konzernbesteuerung. Hierbei kommen überwiegend Experten der deutschen Steuerverwaltung in den Partnerländern zum Einsatz. Auf regionaler Ebene wird die Kooperation nationaler Steuerverwaltungen unterstützt, z. B. CIAT (Centro Interamericano de Administraciones Tributarias) und ATAF (African Tax Administration Forum). Auf multilateraler Ebene dient der ITC den Partnerländern überwiegend als Dialogplattform. Bei den Vereinten Nationen werden einzelne Projekte des Expertenausschusses für internationale Kooperation in Steuerfragen unterstützt.
Mitglieder in der Kerngruppe des International Tax Compacts sind folgende Staaten und Institutionen: Deutschland, Frankreich, Niederlande, Norwegen, Schweiz, Spanien; African Tax Administration Forum (ATAF), Deutsche Gesellschaft für Internationale Zusammenarbeit (GIZ), European Commission (EC),  German Development Institute (GDI), Inter-American Center of Tax Administrations (CIAT), International Monetary Fund (IMF), Kreditanstalt für Wiederaufbau (KfW), Organisation for Economic Cooperation and Development (OECD), UN Economic Commission for Latin America and the Caribbean (ECLAC), UN Department for Social and Economic Affairs (UN-DESA), Weltbank.